# قصة الإسكندر وما فيها من الأمر العجيب
قصة الإسكندر وما فيها من الأمر العجيب هي أقدم رواية عن الإسكندر الأكبر في تقليد نوع قصص الإسكندر في اللغة العربية. وقد ألفها عمرة بن زيد (767-815) بين أواخر القرن الثامن وأوائل القرن التاسع كتحقيق ابتدائي لأسطورة الإسكندر السريانية. ولا ينبغي الخلط بينها وبين قصة ذي القرنين أو سيرة الإسكندر.
يقدم النص سلسلة من النقل تعود إلى الأيام الأولى للإسلام، مدعيًا الاعتماد على دراسات الحديث [الإنجليزية] بما في ذلك كعب الأحبار وابن عباس والحسن البصري وابن إسحاق وغيرهم.

## الملخص
في قصة الإسكندر، تم تصوير الإسكندر الأكبر بطلًا حضاريًّا وموحدًا يسافر عبر العالم، ويبني سورًا ضد يأجوج ومأجوج، ويبحث عن ينبوع الشباب، ويقابل الملائكة الذين يمنحونه "حجرًا عجيبًا" يزن أكثر من أي حجر آخر ولكنه أيضًا خفيف مثل الغبار. يحتوي هذا النص على التقاليد الأساسية لرواية الإسكندر بما في ذلك حملات الإسكندر ضد بلاد فارس والهند ونساء الأمازون وما إلى ذلك؛ يتبع عمارة التقاليد اليونانية عن كثب في هذه الروايات، على الرغم من أنه يوفر أيضًا تعليقات موسعة على الرواية القرآنية. ومع ذلك، فإنه يستبعد الأجزاء الأولية من الرواية، ومثل العديد من التفسيرات الإسلامية اللاحقة لأساطير الإسكندر، يبدأ بمواجهات الإسكندر مع داريوس الفارسي. يحتوي النص أيضًا على مواد عربية وإسلامية فريدة من نوعها، بما في ذلك تحديد هوية بطل الرواية، الإسكندر، بالشخصية صاحب الاسم ذي القرنين الذي يظهر في سورة الكهف في القرآن. يحدد عمارة الأشخاص الذين يعيشون حيث تغرب الشمس الموصوفة في القرآن على أنهم شعب جبلقا. ثم يظهر الإسكندر في مكان شروق الشمس، حيث يلتقي بالأشخاص المعروفين باسم جبارسة. يتم تحديد الأشخاص الذين بالكاد يتواصلون بين جبلين على أنهم الحويل، ونظيرهم هو الطويل. تصف القصة بناء الجدار الحديدي والمكسو في هذا الموقع بالتفصيل. في هذه الرحلات التي يلتقي فيها بالعديد من مجموعات الناس، يمنح الله الإسكندر إتقان جميع اللغات. تستمر القصة وتتحدث عن عدد كبير من الحكايات الأخرى.

## المخطوطات
تم العثور على هذا المصنف في مخطوطة من القرن السادس عشر (1504) تمتد على 80 ورقة (أو 160 صفحة) وقد كتبها الكاتب عبيد الله محمد بن عبد المنعم بن محمد الأنصاري الخزرجي المالكي. وهو محفوظ حاليًا في المتحف البريطاني تحت رقم المتحف البريطاني 5928.